# Canton de Saint-Pourçain-sur-Sioule
Le canton de Saint-Pourçain-sur-Sioule est une circonscription électorale française située dans le département de l'Allier et la région Auvergne-Rhône-Alpes.
À la suite du redécoupage cantonal de 2014, les limites territoriales du canton sont remaniées. Le nombre de communes du canton passe de 14 à 22.

## Géographie
Dans les limites cantonales en vigueur en 2014 avant la modification du périmètre en raison du redécoupage des cantons, fin mars 2015, ce canton était organisé autour de Saint-Pourçain-sur-Sioule dans l'arrondissement de Moulins. Son altitude variait de 217 m (Monétay-sur-Allier) à 426 m (Laféline) pour une altitude moyenne de 279 m.
Le canton est traversé « par les routes nationales no 9 de Paris à Perpignan du nord au sud et no 146 de Limoges à Varennes ainsi que la route départementale no 3 de Montmarault à Gannat ».

## Histoire
Au milieu du XIXe siècle, le canton de Saint-Pourçain-sur-Sioule regroupait douze communes, correspondant au périmètre du canton de 2014 moins Contigny et Monétay-sur-Allier. Sa superficie était de 187,56 km2 pour une population de 12 672 habitants. Le chef-lieu comptait 4 636 habitants et 961 maisons.
Le redécoupage des cantons du département de l'Allier modifie le périmètre de ce canton. Il inclut une grande partie du canton de Varennes-sur-Allier, tandis que six communes quittent le canton pour être intégrées au canton de Souvigny.

## Représentation

### Conseillers généraux de 1833 à 2015
| Période | Période          | Identité                            | Étiquette       | Qualité |
| ------- | ---------------- | ----------------------------------- | --------------- | --- |
| 1833    | 1842             | Gilbert Cartier                     |                 | Docteur en médecine à Allier Propriétaire à Saulcet                                                                                             |
| 1842    | 1848             | M. de Noyant                        |                 | Propriétaire et négociant à Saint-Pourçain-sur-Sioule                                                                                           |
| 1848    | 1852 (démission) | Gilbert Saulnier                    |                 | Propriétaire, maire de Saint-Pourçain-sur-Sioule, conseiller d'arrondissement                                                                   |
| 1852    | 1859 (décès)     | Jacques Brutus Chérieux (1794-1859) |                 | Juge de paix à Saint-Pourçain-sur-Sioule |
| 1859    | 1868 (décès)     | Gabriel Dufour (1811-1868)          |                 | Avocat au Conseil d'État Propriétaire à Louchy-Montfand                                                                                         |
| 1868    | 1871             | Louis Dufour                        |                 | Conseiller à la Cour impériale de Paris Propriétaire à Louchy-Montfand                                                                          |
| 1871    | 1894 (décès)     | Émile Bonnaud                       | Républicain     | Maire de Saint-Pourçain-sur-Sioule (1871-1892) Député (1877-1881)                                                                               |
| 1894    | 1901             | Pierre Glachet                      | Républicain     | Minotier et agriculteur Conseiller municipal de Saint-Pourçain-sur-Sioule, conseiller d'arrondissement                                          |
| 1901    | 1925             | Ernest Verne (1857-1958)            | Rad.            | Pharmacien - Maire de Saint-Pourçain-sur-Sioule (1900-1912), conseiller d'arrondissement                                                        |
| 1925    | 1940             | Pierre Poquet                       | Rad.            | Président du comice agricole et viticole Maire de Louchy-Montfand                                                                               |
|         |                  |                                     |                 | |
| 1942    | 1945             | Georges Huguet                      |                 | Maire de Saint-Pourçain-sur-Sioule Nommé conseiller départemental en 1942                                                                       |
|         |                  |                                     |                 | |
| 1945    | 1958             | François Jouvençon (1881-1965)      | SFIO            | Instituteur puis professeur à Saint-Pourçain-sur-Sioule Membre de la municipalité provisoire (1944)                                             |
| 1958    | 1970             | Louis Dumas                         | CNIP            | Vétérinaire Maire de Saint-Pourçain-sur-Sioule (1947-1965)                                                                                      |
| 1970    | 1982             | Ernest Maximin (1920-1993)          | PCF             | Instituteur Maire de Marcenat puis de Saint-Pourçain-sur-Sioule Député suppléant de Pierre Villon (1973-1978) puis d'André Lajoinie (1978-1986) |
| 1982    | 2015             | Bernard Coulon                      | UDF puis NC-UDI | Masseur-kinésithérapeute Député (1993-1997) Maire de Saint-Pourçain-sur-Sioule (1995-2018)                                                      |

### Conseillers d'arrondissement (de 1833 à 1940)
- Le canton de Saint-Pourçain avait deux conseillers d'arrondissement.
- De 1833 à 1926, le canton de Saint-Pourçain faisait partie de l'arrondissement de Gannat.

| Période                                  | Période          | Identité                          | Étiquette      | Qualité |
| ---------------------------------------- | ---------------- | --------------------------------- | -------------- | --- |
| 1833                                     | 1848             | Gilbert Saulnier                  |                | Propriétaire, adjoint au maire de Saint-Pourçain-sur-Sioule                                                 |
|                                          |                  |                                   |                | |
| av.1880                                  | 1894 (démission) | Pierre Glachet                    | Républicain    | Minotier et agriculteur Conseiller municipal de Saint-Pourçain-sur-Sioule                                   |
| av.1880                                  | 1886             | Joseph Duché                      | Républicain    | Maire de Loriges                                                                                            |
| 1886                                     | 1892             | M. Ronfet père                    |                | |
| 1892                                     | 1896 (décès)     | François Roussat                  | Républicain    | Propriétaire, maire de Laféline                                                                             |
| 1896                                     | 19..             | Léon Poquet                       | Radical        | Maire de Louchy-Montfand                                                                                    |
| 1898                                     | 1901             | Ernest Verne                      | Radical        | Pharmacien à Saint-Pourçain-sur-Sioule                                                                      |
| 1901                                     | 1910             | Charles-Joseph Martin             | Radical        | Adjoint au maire de Saint-Pourçain-sur-Sioule                                                               |
| 1910                                     | 1925             | Nicolas-Amédée Lallot (1860-1937) | Républicain RG | Docteur en médecine à Saint-Pourçain-sur-Sioule                                                             |
| 20 septembre 1925                        | 1934             | Albert Bourgougnon                | RG             | Vétérinaire à Saint-Pourçain-sur-Sioule                                                                     |
| 1931                                     | 1934             | Pierre Tariant (1899-1938)        | SFIO           | Cultivateur exploitant à Saint-Pourçain-sur-Sioule                                                          |
| 1934                                     | 1940             | Eugène Béchonnet                  | SFIO           | Cultivateur, maire de Marcenat                                                                              |
| 1934                                     | 1940             | Louis Pelletier                   | SFIO           | Agriculteur à Saint-Pourçain-sur-Sioule                                                                     |
| 1940                                     |                  |                                   |                | Les conseils d'arrondissement ont été suspendus par la loi du 12 octobre 1940 et n'ont jamais été réactivés |
| Les données manquantes sont à compléter. |                  |                                   |                | |

Sources : Archives départementales de l'Allier, rubrique "Presse" - https://archives.allier.fr/archives-en-ligne/presse?arko_default_63e27309704a6--ficheFocus=

### Conseillers départementaux après 2015
| Période élective | Période élective | Mandat | Mandat   | Identité            | Nuance | Nuance | Qualité |
| ---------------- | ---------------- | ------ | -------- | ------------------- | ------ | ------ | --- |
| 2015             | 2021             | 2015   | 2021     | Catherine Corti     |        | DVD    | Retraitée de l'industrie Adjointe au maire de Saint-Félix 8e vice-présidente chargée de l'habitat et de l'urbanisme Suppléante du sénateur Bruno Rojouan                                    |
| 2015             | 2021             | 2015   | 2021     | Bernard Coulon      |        | UDI    | Masseur kinésithérapeute retraité Maire de Saint-Pourçain-sur-Sioule (1995-2018) 3e vice-président chargé du développement et de la promotion de l'économie, des entreprises et du tourisme |
| 2021             | 2028             | 2021   | en cours | Christine Burkhardt |        | LR     | Infirmière libérale Adjointe au maire de Saint-Pourçain-sur-Sioule |
| 2021             | 2028             | 2021   | en cours | Roger Litaudon      |        | DVD    | 7e vice-président chargé de l'habitat et de la rénovation énergétique Maire de Varennes-sur-Allier (depuis 2014) Président de la communauté de communes Entr'Allier Besbre et Loire         |

#### Élections de mars 2015
À l'issue du premier tour des élections départementales de 2015, deux binômes sont en ballottage : Catherine Corti et Bernard Coulon (DVD, 49,63 %) et Hélène Daviet et Thierry Guillaumin (Union de la Gauche, 26,93 %). Le taux de participation est de 54,9 % (7 855 votants sur 14 307 inscrits) contre 53,8 % au niveau départemental et 50,17 % au niveau national.
Au second tour, Catherine Corti et Bernard Coulon (DVD) sont élus avec 66,07 % des suffrages exprimés et un taux de participation de 53,2 % (4 610 voix pour 7 611 votants et 14 306 inscrits).

#### Élections de juin 2021
Le premier tour des élections départementales de 2021 est marqué par un très faible taux de participation (33,26 % au niveau national). Dans le canton de Saint-Pourçain-sur-Sioule, ce taux de participation est de 36,78 % (5 269 votants sur 14 324 inscrits) contre 36,56 % au niveau départemental. À l'issue de ce premier tour, deux binômes sont en ballottage : Christine Burkhardt et Roger Litaudon (DVD, 54,71 %) et Madeleine Brignon et Jean Mallot (Union à gauche, 32,13 %).
Le second tour des élections est marqué une nouvelle fois par une abstention massive équivalente au premier tour. Les taux de participation sont de 34,3 % au niveau national, 37,8 % dans le département et 38,27 % dans le canton de Saint-Pourçain-sur-Sioule. Christine Burkhardt et Roger Litaudon (DVD) sont élus avec 63,15 % des suffrages exprimés (3 256 voix pour 5 483 votants et 14 327 inscrits),,.

## Composition

### Composition avant 2015
En 2012, le canton de Saint-Pourçain-sur-Sioule regroupait quatorze communes et comptait 10 773 habitants (population municipale) :
| Nom                                   | Code Insee | Codepostal | Superficie (km2) | Population (dernière pop. légale) | Densité (hab./km2) |
| ------------------------------------- | ---------- | ---------- | ---------------- | --------------------------------- | ------------------ |
| Saint-Pourçain-sur-Sioule (chef-lieu) | 03254      | 03500      | 35,67            | 4 956 (2012)                      | 139                |
| Bayet                                 | 03018      | 03500      | 22,58            | 684 (2012)                        | 30                 |
| Bransat                               | 03038      | 03500      | 15,52            | 488 (2012)                        | 31                 |
| Cesset                                | 03049      | 03500      | 12,19            | 387 (2012)                        | 32                 |
| Contigny                              | 03083      | 03500      | 17,93            | 617 (2012)                        | 34                 |
| Laféline                              | 03134      | 03500      | 23,10            | 200 (2012)                        | 8,7                |
| Loriges                               | 03148      | 03500      | 9,48             | 354 (2012)                        | 37                 |
| Louchy-Montfand                       | 03149      | 03500      | 5,33             | 431 (2012)                        | 81                 |
| Marcenat                              | 03160      | 03260      | 18,07            | 371 (2012)                        | 21                 |
| Monétay-sur-Allier                    | 03176      | 03500      | 11,77            | 512 (2012)                        | 44                 |
| Montord                               | 03188      | 03500      | 4,44             | 220 (2012)                        | 50                 |
| Paray-sous-Briailles                  | 03204      | 03500      | 22,18            | 647 (2012)                        | 29                 |
| Saulcet                               | 03267      | 03500      | 7,98             | 657 (2012)                        | 82                 |
| Verneuil-en-Bourbonnais               | 03307      | 03500      | 14,14            | 249 (2012)                        | 18                 |

### Composition après 2015
Depuis le redécoupage entré en vigueur en 2015, le canton compte vingt-deux communes. Quatorze communes issues du canton de Varennes-sur-Allier rejoignent le canton.
| Nom                                               | Code Insee | Intercommunalité                 | Superficie (km2) | Population (dernière pop. légale) | Densité (hab./km2) | Modifier                                    |
| ------------------------------------------------- | ---------- | -------------------------------- | ---------------- | --------------------------------- | ------------------ | ------------------------------------------- |
| Saint-Pourçain-sur-Sioule (bureau centralisateur) | 03254      | CC Saint-Pourçain Sioule Limagne | 35,67            | 4 894 (2022)                      | 137                | modifier les données · modifier les données |
| Bayet                                             | 03018      | CC Saint-Pourçain Sioule Limagne | 22,58            | 673 (2022)                        | 30                 | modifier les données · modifier les données |
| Billy                                             | 03029      | CA Vichy Communauté              | 10,22            | 823 (2022)                        | 81                 | modifier les données · modifier les données |
| Boucé                                             | 03034      | CC Entr'Allier Besbre et Loire   | 21,68            | 499 (2022)                        | 23                 | modifier les données · modifier les données |
| Créchy                                            | 03091      | CC Entr'Allier Besbre et Loire   | 11,61            | 430 (2022)                        | 37                 | modifier les données · modifier les données |
| Langy                                             | 03137      | CC Entr'Allier Besbre et Loire   | 7,36             | 274 (2022)                        | 37                 | modifier les données · modifier les données |
| Loriges                                           | 03148      | CC Saint-Pourçain Sioule Limagne | 9,48             | 354 (2022)                        | 37                 | modifier les données · modifier les données |
| Louchy-Montfand                                   | 03149      | CC Saint-Pourçain Sioule Limagne | 5,33             | 406 (2022)                        | 76                 | modifier les données · modifier les données |
| Magnet                                            | 03157      | CA Vichy Communauté              | 12,72            | 1 046 (2022)                      | 82                 | modifier les données · modifier les données |
| Marcenat                                          | 03160      | CC Saint-Pourçain Sioule Limagne | 18,07            | 376 (2022)                        | 21                 | modifier les données · modifier les données |
| Montaigu-le-Blin                                  | 03179      | CC Entr'Allier Besbre et Loire   | 12,96            | 301 (2022)                        | 23                 | modifier les données · modifier les données |
| Montoldre                                         | 03187      | CC Entr'Allier Besbre et Loire   | 18,90            | 602 (2022)                        | 32                 | modifier les données · modifier les données |
| Montord                                           | 03188      | CC Saint-Pourçain Sioule Limagne | 4,44             | 209 (2022)                        | 47                 | modifier les données · modifier les données |
| Paray-sous-Briailles                              | 03204      | CC Saint-Pourçain Sioule Limagne | 22,18            | 615 (2022)                        | 28                 | modifier les données · modifier les données |
| Rongères                                          | 03215      | CC Entr'Allier Besbre et Loire   | 8,95             | 552 (2022)                        | 62                 | modifier les données · modifier les données |
| Saint-Félix                                       | 03232      | CC Entr'Allier Besbre et Loire   | 5,20             | 285 (2022)                        | 55                 | modifier les données · modifier les données |
| Saint-Gérand-le-Puy                               | 03235      | CC Entr'Allier Besbre et Loire   | 19,55            | 956 (2022)                        | 49                 | modifier les données · modifier les données |
| Saint-Loup                                        | 03242      | CC Saint-Pourçain Sioule Limagne | 17,62            | 572 (2022)                        | 32                 | modifier les données · modifier les données |
| Sanssat                                           | 03266      | CC Entr'Allier Besbre et Loire   | 8,40             | 277 (2022)                        | 33                 | modifier les données · modifier les données |
| Saulcet                                           | 03267      | CC Saint-Pourçain Sioule Limagne | 7,98             | 651 (2022)                        | 82                 | modifier les données · modifier les données |
| Seuillet                                          | 03273      | CA Vichy Communauté              | 9,94             | 483 (2022)                        | 49                 | modifier les données · modifier les données |
| Varennes-sur-Allier                               | 03298      | CC Entr'Allier Besbre et Loire   | 24,10            | 3 588 (2022)                      | 149                | modifier les données · modifier les données |
| Canton de Saint-Pourçain-sur-Sioule               | 0315       |                                  | 314,94           | 18 866 (2022)                     | 60                 | modifier les données                        |

## Démographie

### Démographie avant 2015
| 1962   | 1968   | 1975   | 1982   | 1990   | 1999   | 2006   | 2011   | 2012   |
| ------ | ------ | ------ | ------ | ------ | ------ | ------ | ------ | ------ |
| 10 885 | 10 680 | 10 579 | 10 277 | 10 207 | 10 644 | 10 765 | 10 741 | 10 773 |

### Démographie depuis 2015
En 2022, le canton comptait 18 866 habitants, en évolution de −2,57 % par rapport à 2016 (Allier : −1,38 %, France hors Mayotte : +2,11 %).
| 2013   | 2018   | 2022   |
| ------ | ------ | ------ |
| 19 176 | 19 284 | 18 866 |